# Blondedy Ferdinand
Pour les articles homonymes, voir Ferdinand.
Blondedy Ferdinand de son vrai nom Blondine Ferdinand, née le 13 mars 1983 à Port-au-Prince, elle a fait ses débuts dans le cinéma amateur, elle est aujourd'hui connue comme chanteuse,  interprète et femme d’affaires Haïtienne. Elle a commencé en tant qu’actrice en Haïti avant d’immigrer au États-Unis quelques années plus tard. Elle se lance dans la musique, créée sa marque de produits de beauté.  

## Biographie
Elle est née à l'hôpital Chancerelles de Port-au-Prince et a grandi dans le quartier de Carrefour-Feuilles.

### Cinéma
A 20 ans, elle joue un premier rôle en 2003 dans le long métrage I Love You Anne de Richard Senecal (ht).  
En 2005, elle incarne Joanne dans Choix final, le premier film d'Anna Farah Miller. Durant cette même année, on la retrouve dans La Victime, puis, en 2006, elle fait partie des trois acteurs principaux du film Les Couleurs de la dignité. En 2007, elle tourne dans La Famille Chabi parmi les acteurs principaux et cette même année, détient le rôle d'Isabelle dans le film Inédit. En 2011, elle participe au film Sarah et en 2015, elle est aussi présente dans le numéro 2 de ce film.
En 2014, elle joue dans Dancing in the Shadow of Love puis en 2018, incarne la personne d'Esther dans God's Will. Durant cette même année, elle est la vedette de The Real Life of Blondedy Ferdinand.

### Musique
L'opposition de sa mère à sa volonté de devenir chanteuse l'amène à se tourner vers le théâtre. Sans abandonner le cinéma, elle se lance dans la musique avec l'artiste JBeatz, dont le vrai nom est Jean Robert Pluviose, comme mentor. Ensemble, ils ont interprété la chanson Renmen m renmenw. Ensuite, avec Marshelle, elle sort un nouveau titre : « Fanm 2 pye pantalon ». Cette musique se veut une revendication des droits de la femme. Un mois plus tard, avec la participation de Fantom, rappeur haïtien, elle sort son troisième titre : « Ki palmarès ou »[réf. souhaitée].  

### Entrepreneuriat
Blondedy Ferdinand est aussi propriétaire d'une entreprise de produits cosmétiques[Laquelle ?],.

## Récompenses
En 2004, elle reçoit le Ticket d’Or, son premier prix de meilleure actrice pour le film Les couleurs de la dignité et en 2006, elle est, pour une deuxième fois, couronnée Meilleure actrice pour le film Destin tragique.

## Vie privée
Elle se sépare avec son mari, Yves Jean Louis, en 2020. Un divorce qui s' officialise en 2025,. Veronica et Veron Jean-Louis sont issues de cette relation.
Elle se fiance avec l’artiste D-Perfect, DANGER Jameson, le 8 mars 2021 avec qui elle donna naissance à Verity DANGER.
Elle est mère de trois enfants.